# Therry Racon
Therry Norbert Racon est un footballeur français né le 1er mai 1984 à Villeneuve-Saint-Georges. Il joue au poste de milieu de terrain à Dreux.

## Carrière
Après avoir évolué au centre de formation du Paris Saint-Germain de 1997 à 2000, puis à l'Olympique de Marseille entre 2000 et 2004, il joue une saison (2004-2005) au FC Lorient, puis à l'EA Guingamp avant de partir pour le championnat anglais. Il signe en 2007 à Charlton et y joue jusqu'en juin 2011.
Il est ensuite recruté pour deux saisons par Millwall qui évolue en deuxième division.
Il est ensuite prêté à Portsmouth, où il signera définitivement à l'été 2013.
Après un an sans jouer, il rejoint les rangs du CS Sedan Ardennes en octobre 2015.